# Вишневський Олег Вікторович
Олег Вікторович Вишневський (нар. 4 жовтня 1995, Перечин, Закарпатська область, Україна) — український футболіст, правий вінгер клубу «Оболонь».

## Життєпис
Вихованець ужгородської СДЮШОР, у складі якого з 2011 по 2013 рік виступав у ДЮФЛУ (за винятком нетривалого періоду часу в 2012 році, коли виступав у юнацьких змаггнях чемпіонату Закарпатської області за «Ужгород»).
Дорослу футбольну кар'єру розпочав 2014 році в клубі «Середнє» у чемпіонаті Закарпатської області. Того ж року захищав кольори іншого клубу обласного чемпіонату, «Карпати» (Перечин). Після цього виїхав до Словаччини, де підсилив нижчоліговий клуб «Агрифоп» (Стакчин). У команді відіграв один рік, після цього двічі поспіль відправлявся в оренду до клубу «Снина». У 2016 році повернувся до України, де виступав у чемпіонаті Закарпатської області за «Ужгород». Проте вже незабаром знову виїхав до Словаччини, де підписав повноцінний контракт зі «Сниною». Регулярно грав та відзначався забитими м'ячами. У 2018 році вперше відправився в оренду до новоствореного «Кошице». У 10-ти матчах чемпіонату відзначився 11-ма голами, після чого повернувся до «Снини». Наступного року уклав повноцінний договір з «Кошице», де відіграв два сезони.
Навесні 2021 року повернувся до України, де уклав договір з новачком професіонального футболу ФК «Ужгород». У футболці «городян» дебютував 18 березня 2021 року в переможному (3:0) домашньому поєдинку 13-го туру групи А Другої ліги України проти луцької «Волині-2». Олег вийшов на поле у стартовому складі та відіграв увесь матч, а на 63-ій та 79-ій хвилинах відзначився дебютними голами за нову команду. У команді виступав до завершення сезону 2020/21 років, за цей час у Другій лізі провів 13 поєдинків та відзначився 5-ма голами.
На початку липня 2021 року відправився на перегляд до одного з австрійських клубів, але вже наприкінці вище вказаного місяця уклав договір з «Минаєм». У футболці команди з Ужгородського району дебютував 31 липня 2021 року в переможному (1:0) домашньому поєдинку 2-го туру Прем'єр-ліги України проти «Олександрії». Вишневський вийшов на поле на 78-ій хвилині, замінивши Дмитра Білонога, а на 90-ій хвилині відзначився своїм першим голом за «Минай».